# Hulsonniaux
Hulsonniaux (wallonisch: Hulzônea) ist Teil der Gemeinde Houyet. Die Gemeinde liegt im wallonischen Teil der belgischen Provinz Namur. Bis zu einer Gemeindereform im Jahr 1977 war Hulsonniaux selbständig.
Früher hieß Hulsonniaux auch Huy-lez-Onneaux (im Jahr 1361 auch Huy lez Oneals; Wallonisch Hu-ls-Ôneas), was „Höhe mit kleinen Erlen“ bedeutet. 
Bekannt wurde Hulsonniaux durch die Fundstelle Trou de Chaleux aus der Jungsteinzeit. Bereits 1865 wurde dort eine gravierte Steinplatte von Chaleux gefunden. Der hier gefundene Schwefelkies gehört zu den ältesten Funden in Europa.